# Gavin Williamson
Sir Gavin Alexander Williamson (Scarborough, 25 giugno 1976) è un politico britannico, membro del Partito Conservatore, ex segretario di Stato e parlamentare dal 2010.

## Biografia
Originario di Scarborough Williamson ha frequentato la Raincliffe School di Scarborough, ha studiato scienze sociali all'Università di Bradford laureandosi. Entrambi i suoi genitori sono elettori laburisti.

### In parlamento
Gavin Williamson è stato eletto nel consiglio di contea nel 2001. Nel 2005, ha rinunciato al suo posto per entrare in politica nazionale. Corse per la sede del collegio elettorale di Blackpool North e Fleetwood alla Camera dei Comuni, ma fu sconfitto dal candidato laburista Joan Humble. Nel 2010 riesce ad essere eletto come deputato per il South Staffordshire in parlamento.
Nel 2010 Williamson è diventato segretario parlamentare privato (PPS) con il segretario di Stato per l'Irlanda del Nord, Owen Paterson. Nel 2012 si è trasferito al Dipartimento per i trasporti con un ruolo simile.
Dal luglio 2016 al novembre 2017 è Chef Whip alla Camera dei Comuni. Dopo le dimissioni del segretario per la difesa Michael Fallon Williamson è stato nominato nuovo Segretario per la difesa nel governo di Theresa May il 2 maggio 2017.

### Al governo

#### Segretario di Stato per la difesa:perdita di Huawei e licenziamento
Come segretario di Stato per la difesa, Gavin Williamson ha partecipato alle riunioni del Consiglio di sicurezza nazionale che sono considerate top secret. Sono stati anche discussi l'espansione della rete britannica 5G e il ruolo che il fornitore cinese di comunicazioni Huawei svolgerà in questa espansione. Le informazioni di uno di questi incontri sono state apparentemente rese note alla stampa e hanno portato a divergenze diplomatiche con gli Stati Uniti.
Dopo un'indagine sul processo, comprese le interviste di tutti i soggetti coinvolti, condotta dal segretario di gabinetto in qualità di alto funzionario ministeriale, il Primo ministro Theresa May ha informato Williamson che la perdita era nella sua area di responsabilità, lo ha privato della sua fiducia e, il 1º maggio 2019, lo ha fatto dimettere. Il precedente segretario di stato per gli aiuti allo sviluppo, Penny Mordaunt, è stato nominato successore. Williamson ha respinto le accuse.
Le conseguenze penali per Williamson furono inizialmente escluse; conserva sia la carica di deputato che il seggio nel Consiglio Privato.

#### Segretario di Stato per l'istruzione
Dal 24 luglio 2019 al 15 settembre 2021 ha ricoperto l'incarico di segretario di Stato per l'Istruzione nel primo e secondo governo Johnson. Nel settembre 2021, è stato tuttavia licenziato, quando Johnson ha effettuato un rimpasto del suo gabinetto. Successivamente però, è stato nominato da Johnson per un cavalierato, che gli è stato assegnato nel marzo 2022. 

#### Ministro di Stato senza portafoglio
Williamson ha sostenuto Rishi Sunak nei suoi due tentativi di diventare leader conservatore; dopo l'elezione di Sunak nell'ottobre 2022, egli lo ha nominato ministro di Stato senza portafoglio, ruolo che ha detenuto sino al novembre 2022, quando questi si è dimesso, affermando di voler cancellare il suo nome "da qualsiasi illecito" in relazione alle accuse, che ha "strenuamente negato", di aver bullizzato l'ex Chief Whip Wendy Morton e di aver avuto in precedenza comportamenti di bullismo durante il suo mandato come Chief Whip e come segretario alla Difesa.

## Vita privata
È sposato con Joanne Eland, ex insegnante di scuola elementare. La coppia ha due figlie, Annabel e Grace.